# Franz Simon (Politiker)
Franz Simon (* 13. Mai 1775 in Fulda; † 15. Oktober 1847 ebenda) war ein deutscher Amtsvogt und Abgeordneter.

## Leben
Simon war der Sohn des fuldischen Hof- und Regierungsrates Friedrich Joseph Balthasar Simon und dessen Ehefrau Genofeva geborene Gerlach. Er war katholischer Konfession. Er stand in Nassau-Oranien-Fuldaischen Diensten und war Amtsvogt im Amt Eiterfeld. Im Königreich Westphalen war er Distriktmaire (Bürgermeister) des Distrikts Eiterfeld. Vom 11. Oktober 1810 bis zum 28. Oktober 1813 war er Mitglied der Ständeversammlung des Großherzogtums Frankfurt für das Departement Fulda und den Stand der Gelehrten und Künstler.